# Diecezja Mtwara
Diecezja Mtwara – diecezja rzymskokatolicka  w Tanzanii. Powstała w 1931 jako opactwo terytorialne Ndanda. Promowane do rangi diecezji w 1972.

## Biskupi ordynariusze
- Joachim Ammann OSB (1932 – 1948)
- Anthony Victor Hälg OSB (1949 – 1972)
- Maurus Libaba (1972 – 1986)
- Gabriel Mmole (1988 – 2015)
- Titus Joseph Mdoe, od 2015